# Clemens Lückemann
Clemens Lückemann (* 31. Mai 1954 in Berlin) ist ein deutscher Jurist. Er war von 2013 bis 2020 Präsident des Oberlandesgerichts Bamberg.

## Leben
Lückemann studierte Rechtswissenschaft an der Julius-Maximilians-Universität Würzburg und war während dieser Zeit unter anderem Vorsitzender der örtlichen Hochschulunion sowie des Würzburger Kreisverbands der Jungen Union. 
Nach absolvierten Staatsexamen trat Lückemann 1981 als Proberichter in den bayerischen Justizdienst ein. Im Jahr 1984 wechselte er zunächst zur Staatsanwaltschaft Würzburg, bevor er noch im gleichen Jahr ins Bayerische Staatsministerium der Justiz abgeordnet wurde, in dem er in verschiedenen Verwendungen bis 2002 verblieb. In diesem Jahr wurde er zum Leiter der Staatsanwaltschaft Würzburg ernannt und stand dieser Behörde bis 2009 vor. Im Anschluss wurde er zum Generalstaatsanwalt in Bamberg berufen. Seine Ernennung war Gegenstand eines Streits innerhalb der Staatsregierung der damals regierenden Koalition aus CSU und FDP, da die FDP-Koalitionäre zunächst einen anderen Kandidaten favorisiert hatten und sich an der Haltung Lückemanns zum politischen Weisungsrecht gegenüber Staatsanwälten störten.
Von 2013 bis zu seiner Pensionierung im Januar 2020 war Lückemann als Nachfolger von Peter Werndl schließlich Präsident des Oberlandesgerichts Bamberg. Sein Nachfolger wurde Lothar Schmitt.
Während der COVID-19-Pandemie wurde er von Ministerpräsident Markus Söder im März 2020 gemeinsam mit der ehemaligen Münchner Regionalbischöfin Susanne Breit-Keßler und dem ehemaligen Präsidenten des Oberlandesgerichts Nürnberg Christoph Strötz in den Dreierrat Grundrechtsschutz berufen. Das neugegründete Gremium soll die Staatsregierung unterstützen, den bestmöglichen Ausgleich zwischen effektivem Infektionsschutz und geringstmöglichen Freiheitsbeschränkungen zu finden.
2021 erhielt er den Bayerischen Verdienstorden.